# دستگاه فتوکپی

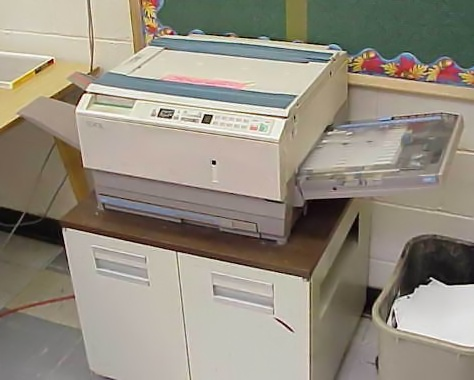
دستگاه کپی

دستگاه فتوکپی دستگاهی است که از سند یا تصاویر بصری بر روی کاغذ کپی تهیه می‌کند. اکثر ماشین‌های کپی امروزی از روش الکتروفتوگرافی استفاده می‌کنند.
فتوکپی به‌طور گسترده در تجارت، دولت و تحصیل استفاده می‌شود.

## اجزای اصلی دستگاه فتوکپی

### کاغذ کش
کاغذ کش از جمله قطعات مکانیکی بوده و وظیفهٔ حرکت دادن کاغذ را بر عهده دارد. بخش‌های ورودی، میانی و خروجی این قطعه، در فرایند ورود و خروج برگه به دستگاه کپی دخالت دارند. کاغذ کش ورودی یا پیکاپ رولر، کاغذ را به داخل دستگاه کشیده و کاغذ کش میانی، آن را به سمت فیوزینگ هدایت می‌کند. پس از انجام عملیات تونر ریزی، کاغذ کش خارجی برگه را به بیرون از دستگاه کپی هدایت می‌کند. در صورتی که هریک از بخش‌های کاغذ کش با مشکل مواجه شده و نتواند به درستی کار کند، برگه برای ورود و خروج به دستگاه با مشکلات جدی رو به رو می‌شود. بدیهی است که در این صورت شما نمی‌توانید عملیات کپی را به راحتی انجام دهید.

### فیوزینگ
فیوزینگ تونر را حرارت می‌دهد تا ذوب شود و سپس با فشار تصویر تونر را بر روی کاغذ حک می‌کند. گرمایی که به کمک فیوزینگ ایجاد می‌شود به اندازه ای است که در زمان خروج برگه از دستگاه، می‌توان حرارت آن را به راحتی احساس کرد. شایان ذکر است، تنها دلیل آتش نگرفتن دستگاه و کاغذ در هنگام کار فیوزینگ، سرعت عمل فوق‌العاده بالای این قطعه می‌باشد. فیوزینگ به قدری سریع حرکت می‌کند که از ایجاد جرقه و آتش گرفتن کاغذ جلوگیری می‌نماید. به دلایل مختلفی ممکن است فیوزینگ دستگاه کپی از کار بیفتد و موجب بروز اختلالاتی از جمله افت کیفیت چاپ شود.

### مین برد
مین برد دستگاه کپی همانند مین برد در سایر دستگاه‌های الکترونیکی و هوشمند، مسئولیت‌های سخت و مهمی بر عهده دارد. این قطعه از سایر قطعات حمایت و پشتیبانی می‌کند. وظیفه پردازش اطلاعات را بر عهده دارد. در صورتی که این قسمت از دستگاه شما درگیر اختلال و ایراد شده باشد، حتی به شرط سالم بودن سایر اجزا، دستگاه نمی‌تواند کار کند،

### پاور
این قطعه وظایف مهم و سنگینی در دستگاه فتوکپی بر عهده دارد. مهم‌ترین چیزی که در سلامت برد پاور دستگاه کپی مؤثر است، کنترل ولتاژ برق است. عدم کنترل ولتاژ برق به بخش‌های داخلی دستگاه آسیب‌های جدی وارد می‌کند. برد پاور دستگاه کپی اصلی‌ترین و مهم‌ترین تأمین کننده انرژی مورد نیاز برای عملکرد صحیح دستگاه کپی است.

### داکتر بلید و بلید
داکتر بلید و بلید دو قطعه سخت‌افزاری در پرینتر و دستگاه کپی هستند. این دو جنسی از لاستیک و ظاهری شفاف دارند که به یک قطعه فلزی متصل هستند؛ بلید در کارکرد و عملکرد درست دستگاه کپی بسیار مهم و تأثیر گذار است. خراش یا ضربه به بلید و خصوصاً به داکتر بلید، کل کیفیت چاپ را تحت تأثیر قرار می‌دهد.

### درام
درام قلب یک دستگاه فتوکپی است که در اصل یک استوانه فلزی پوشیده شده از یک ماده هادی نور است. جنس این ماده، معمولاً از یک نیمه‌هادی مانند سیلیکون، ژرمانیوم یا سلنیوم است. این مواد، در شرایطی خاص رسانای الکتریسیته و در سایر شرایط نارسانا هستند. این سطح در تاریکی نارساناست ولی با عبور اشعه نور و گرم شدن الکترونها قادر به عبور جریان الکتریکی است. با استفاده از این خاصیت، می‌توان به اندازه یک نوار از تصویر را بر روی این استوانه ایجاد کرد. تصویر کامل، با چرخش استوانه، نوار به نوار روی آن به وجود می‌آید.

### ADF
قسمتی از دستگاه کپی که وظیفه دارد کاغذها را یک به یک به اسکنر جهت عملیات اسکن یا کپی بفرستد.
کارتریج جوهرافشان (به انگلیسی: Ink cartridge) کارتریج منبع تأمین رنگ در چاپگرهای جوهرافشان است. چاپگرهای جوهرافشان به وسیلهٔ پاشیدن قطرات ریز جوهر روی یک صفحهٔ کاغذ از طریق منافذ ریزی که در هد وجود دارد، باعث به وجود آوردن تصاویر سیاه و سفید و رنگی می‌شود.

### هیتر
قسمتی از دستگاه است که وظیفه گرم کردن و به اصطلاح پختن کارتریج بر روی کاغذ را به عهده دارد. این قسمت فقط در دستگاه‌های کپی لیزری وجود دارد و دستگاه‌های جوهر افشان از این بخش بی‌نیاز هستند.